# Martin Nolte

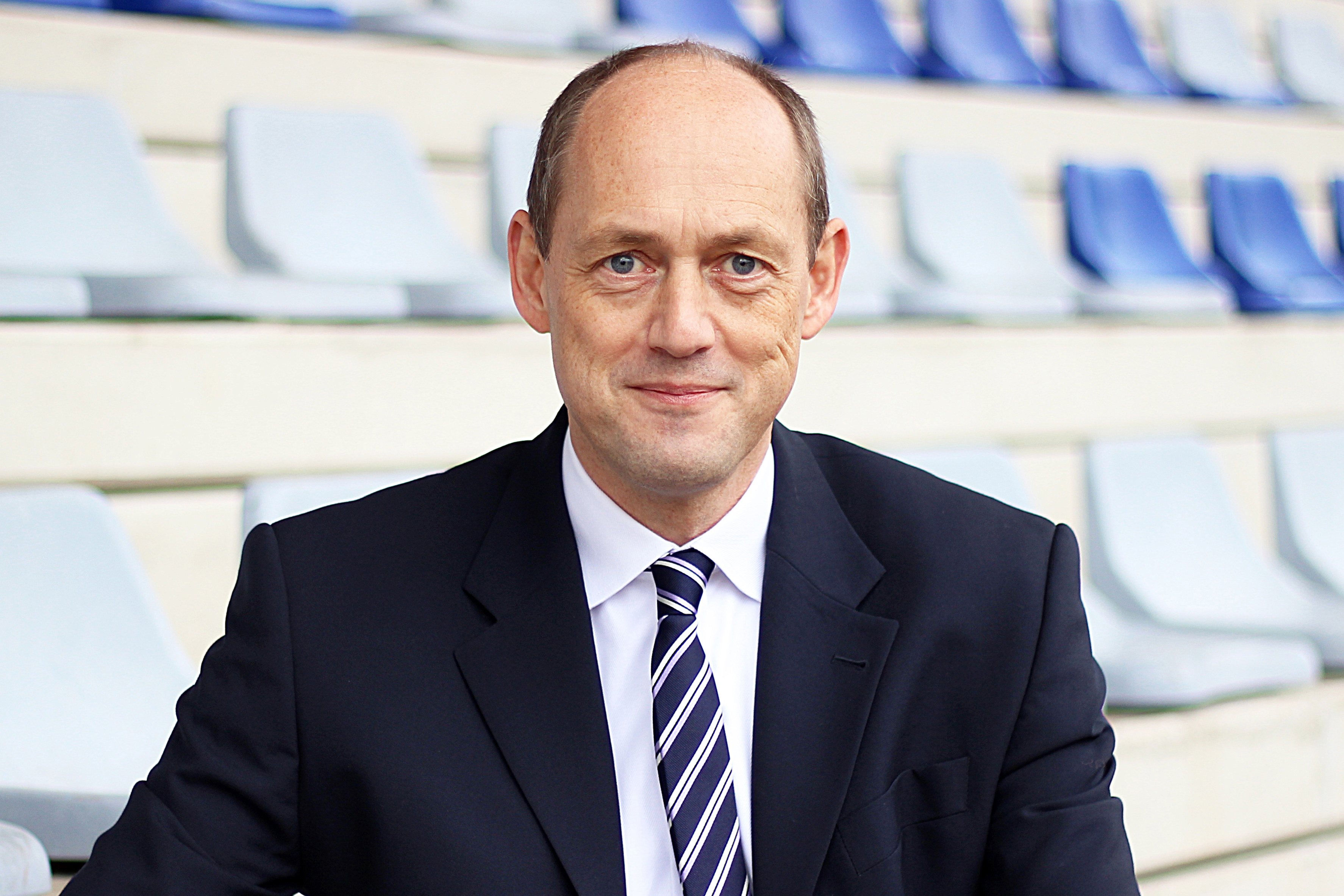
Martin Nolte (2017)

Martin Nolte (* 3. Mai 1967 in Lübeck) ist ein deutscher Jurist und Orientierungsläufer.

## Ausbildung
Nach dem Abitur an der Oberschule zum Dom in Lübeck 1986 war Nolte zunächst zwei Jahre lang als Spitzensportler Zeitsoldat in der 1. Sportfördergruppe der Bundeswehr in der Sportschule in Warendorf. Anschließend studierte er Rechtswissenschaften an den Universitäten Tübingen und Kiel. Das erste Juristische Staatsexamen legte er 1993 in Schleswig ab, das Zweite Juristische Staatsexamen 1998 in Hamburg. Von 1996 bis 1998 war er Rechtsreferendar beim Oberlandesgericht Schleswig.

## Beruf
Nolte war von 1994 bis 1998 zunächst wissenschaftlicher Mitarbeiter am Lehrstuhl für Öffentliches Recht und Verwaltungslehre an der Rechtswissenschaftlichen Fakultät der Universität Kiel und leitete das von ihm mitgegründete Juristische Privatrepetitorium NPS (Nolte/Puhl/Seiler). 1997 wurde er dort mit einer verwaltungsrechtlichen Arbeit promoviert. Von 1998 bis 2004 arbeitete Nolte als Lehrbeauftragter und Wissenschaftlicher Assistent am Lehrstuhl für Öffentliches Recht und Verwaltungslehre der Rechtswissenschaftlichen Fakultät der Universität Kiel. 2003 habilitierte er sich mit einer europa- sowie staatsrechtlichen Schrift, wurde Privatdozent mit der Lehrbefugnis für das Öffentliche Recht einschließlich Europarecht, Sportrecht und Verwaltungslehre sowie bis 2008 Wissenschaftlicher Oberassistent.
Nach seiner Habilitation wurde Nolte zunächst Professor für Öffentliches Recht, insbesondere Staats- und Europarecht, sowie Sportrecht an der Privaten Hanseuniversität Rostock-Warnemünde. 2009 nahm er dann den Ruf auf eine Stiftungsprofessur für Sportrecht der Deutschen Telekom am Institut für Sport und Sportwissenschaften der Philosophischen Fakultät der Universität Kiel an. Diese Berufung war verbunden mit der Zweitmitgliedschaft an der Rechtswissenschaftlichen Fakultät der Universität Kiel, an der er neben Vorlesungen zum Sportrecht auch das Examinatorium im Öffentlichen Recht verantwortete.
2011 berief ihn die Deutsche Sporthochschule Köln auf eine Professur für Sportrecht und ernannte ihn 2014 zum Leiter des mit ihm begründeten, interdisziplinären Instituts für Sportrecht.

## Weitere Tätigkeiten
- Vorsitzender des Fachbeirats zum schleswig-holsteinischen Glücksspielwesen beim Innenministerium des Landes Schleswig-Holstein
- Mitglied des schleswig-holsteinischen Justizprüfungsamtes für die Erste Juristische Staatsprüfung und die staatliche Pflichtfachprüfung im Öffentlichen Recht am Oberlandesgericht Schleswig (2004–2016), im Ernennungsausschuss beim Deutschen Sportschiedsgericht (2008), im Vorstand des Landessportverbandes Schleswig-Holstein (2008–2011), im Vorstand der Stiftung Nationale Anti-Doping Agentur Deutschland (2008–2011) sowie im Aufsichtsrat der Deutschen Sport Marketing (2010–2016)
- kommissarischer Geschäftsführer der Stiftung Nationale Anti Doping Agentur Deutschland (2011) sowie Leiter der dortigen Kommission Recht (seit 2011)[5]
- Richter am Deutschen Sportschiedsgericht (seit 2008), Beisitzer des Schiedsgerichts der Basketball-Bundesliga (seit 2013) sowie des Ständigen Schiedsgerichts für Vereine und Kapitalgesellschaften der Lizenzligen im (deutschen) Fußballsport (seit 2014)

## Sport
Nolte begann im Alter von 6 Jahren mit dem Orientierungslauf. Er war von 1983 bis 1988 Mitglied der deutschen Nationalmannschaft und von 1986 bis 1988 Sportsoldat an der Sportschule der Bundeswehr in Warendorf. In seiner sportlichen Karriere wurde Nolte 14 Mal Deutscher Meister mit vier verschiedenen Vereinen (TSV Nusse, Lübecker Turnerschaft, OLV Uslar, OSC Hamburg), zuletzt 2017 mit der Staffel des OSC Hamburg. Zwischen 1995 und 1999 startete Nolte auch für den dänischen Verein Kolding OK und lief ab 2014 für den belgischen Club OLV Eifel bei (inter-)nationalen Wettkämpfen sowie Meisterschaften in Belgien.

## Schriften (Auswahl)
- Die Erholungsfunktion des Waldes – Einfachgesetzliche Rechtsansprüche des Erholungsuchenden und ihre Grenzen unter besonderer Berücksichtigung des Straßen- und Wegerechts, des Forst- und Waldrechts und des Naturschutzrechts, 1. Aufl., Kiel 1997; 2. aktualisierte Aufl., Kiel 1999.
- Staatliche Verantwortung im Bereich Sport – Ein Beitrag zur normativen Abgrenzung von Staat und Gesellschaft, Kiel 2004.
- Sport und Recht – Ein Lehrbuch zum internationalen, europäischen und deutschen Sportrecht, Schorndorf 2004
- Grundrechte-Kommentar, Kommentierungen der Art. 12 GG sowie Art. 12a GG, in: Stern/Becker (Hrsg.), 1. Aufl., Köln 2009; 2. Auflage, Köln 2016.
- Diskriminierungsverbote im Fußball, Ein Handbuch für die Praxis, Kölner Studien zum Sportrecht, Band 6, Köln 2016